# Duivelsbrug (Ginneken)
De Duivelsbrug is een brug over de Mark te Ginneken.
Deze brug werd pas in 1611 aangelegd. Voordien moest men in Breda het water oversteken. De brug kreeg de naam "Duivelsbrug". Ze ligt ter hoogte van de Hervormde kerk, die vanouds de parochiekerk was.
Aanvankelijk was de brug van hout, maar in 1884 werd een ijzeren overspanning gebouwd. Deze werd in 1944 vernield.

## Sage
De sage van de Duivelsbrug werd in de tweede helft van de 19e eeuw opgeschreven. Het verhaal is waarschijnlijk pas in deze eeuw bedacht.
Omstreeks het jaar 1300 waren Catharina van Gaveren en Walter van Ulvenhout erg verliefd op elkaar. De vader van Catharina, Raso van Gaveren, Heer van Breda, vond de familie Van Ulvenhout beneden zijn stand. Daarom werd Catharina in een klooster opgesloten. Na lang speuren ontdekte Walter haar verblijfplaats en ontvoerde haar om in Ginneken zo snel mogelijk te trouwen. Raso was dit te weten gekomen en achtervolgde het paar, waarop Walter twee knechten de opdracht gaf om hem tegen te houden, maar als de klokken van de kerk zouden luiden, moesten de knechts naar de kerk komen voor de inzegening, om als getuigen op te treden.
Walter dwong de pastoor om het huwelijk in te zegenen, maar eerst luidde Walter de klokken. Het probleem was nu echter dat één der klokken nog niet was gewijd, zodat de duivel er nog in huisde. Als gevolg daarvan stortte de kerk in en werd het liefdespaar bedolven. De duivel voelde zich onbehaaglijk hierover, nam de klok op zijn rug en stortte zich in de Mark. Als men op donkere avonden in de buurt van de Duivelsbrug vertoeft, hoort men vaak nog onheilspellend klokgelui. Dan kan men beter deze plaats verlaten, want de duivel is dan in de buurt....
Opmerking: In het jaar 1300 bestond de Duivelsbrug nog niet....

## Externe bron
- Duivelsbrug